# Missy (Calvados)
Missy era una comuna francesa situada en el departamento de Calvados, de la región de Normandía, que el 1 de enero de 2016 pasó a ser una comuna delegada de la comuna nueva de Noyers-Missy al fusionarse con la comuna de Noyers-Bocage.

## Historia
El 1 de enero de 2017, pasó a ser una comuna delegada de la comuna nueva de Val-d'Arry al fusionarse con las comunas de Le Locheur, Noyers-Bocage y Tournay-sur-Odon.

## Demografía
| Gráfica de evolución demográfica de Missy entre 1800 y 2014 |
|                                                             |

Los datos demográficos contemplados en este gráfico de la comuna de Missy se han cogido de 1800 a 1999 de la página francesa EHESS/Cassini, y los demás datos de la página del INSEE.